# Stor ärtmussla
Stor ärtmussla (Pisidium amnicum) är en musselart som först beskrevs av Otto Friedrich Müller 1774.  Stor ärtmussla ingår i släktet Pisidium och familjen ärtmusslor. Arten lever i sötvatten och är reproducerande i Sverige. Inga underarter finns listade i Catalogue of Life.